# Рипе-Сан-Джинезіо
Рипе-Сан-Джинезіо (італ. Ripe San Ginesio) — муніципалітет в Італії, у регіоні Марке,  провінція Мачерата.
Рипе-Сан-Джинезіо розташоване на відстані близько 160 км на північний схід від Рима, 55 км на південь від Анкони, 18 км на південь від Мачерати.
Населення — 866 осіб (2014).
Щорічний фестиваль відбувається 8 травня. Покровитель — святий Архангел Михаїл.

## Демографія
Населення за роками:

Станом на 1 січня 2023 року в муніципалітеті офіційно проживало 55 іноземців з 15 країн, серед них 25 громадян країн Євросоюзу та 1 громадянин України.

## Сусідні муніципалітети
- Кольмурано
- Лоро-Пічено
- Сан-Джинезіо
- Сант'Анджело-ін-Понтано